# Ouest-France
Ouest-France es un periódico regional francés basado en Rennes, vendido en las zonas del oeste de Francia (de allí su nombre) y en París. Fue creado en 1944, tomando el relevo de L’Ouest-Éclair (creado en 1889), publicación prohibida por haber colaborado con los nazis.
A partir de 1975 se convirtió en el periódico francés más vendido, con 751.225 ejemplares diarios en 2013. Su línea editorial es de centro derecha, influida por las ideas de la democracia cristiana. El periódico siempre ha apoyado la construcción europea.